# Эртель, Александр Эмануилович
Александр Эмануилович Эртель (16 (28) мая 1842, Санкт-Петербург — 13 (26) февраля 1907, Гатчина) — генерал-лейтенант.

## Биография
Воспитывался в 1-м кадетском корпусе. 12 апреля 1859 года вступил на службу корнетом в Малороссийский кирасирский кадровый полк. В октябре 1860 года переведен в Каргопольский драгунский полк, в 1862 году в резервный дивизион Елисаветоградского гусарского полка. В 1865 году произведен в поручики, а в 1866 году казначеем и квартирмейстером.
В 1867 году прикомандирован к Тверскому кавалерийскому училищу, с назначением адъютантом училища. В 1868 году произведен в штабс-ротмистры, в сентябре того же года взводным командиром. В 1869 году переведен в действующие эскадроны своего полка. В июле 1870 года прикомандирован к учебному кавалерийскому эскадрону, а в сентябре зачислен в постоянный его состав и утвержден делопроизводителем хозяйственного комитета. В декабре того же года переименован в ротмистры. 18 июля 1872 года переведен в чине штабс-ротмистра в Кавалергардский полк, с оставлением в постоянном составе эскадрона.
В октябре того же года назначен адъютантом эскадрона, в этой должности он состоял до 1877 года. В 1877 произведен в ротмистры. В том же году назначен помощником начальника эскадрона, с переименованием в подполковники и оставлением в Кавалергардском полку. В 1878 году произведен в полковники, а в 1880 году назначен командиром запасного эскадрона 10-го Одесского уланского полка. В 1884 году назначен начальником 2-го отделения кадра № 10 кавалерийского запаса.
9 октября того же года назначен смотрителем Петербургского Николаевского госпиталя. В 1896 году назначен начальником Семеновского Александровского военного госпиталя. В 1897 году произведен в генерал-майоры, а 15 октября 1906 года в генерал-лейтенанты, с увольнением в отставку. Скончался в Гатчине, похоронен там же. Был женат на Марии Фёдоровне Парфеновой. Имел детей: Якова (8 октября 1874), Александра (5 мая 1882) и Елену (13 октября 1886).